# Oortconstanten

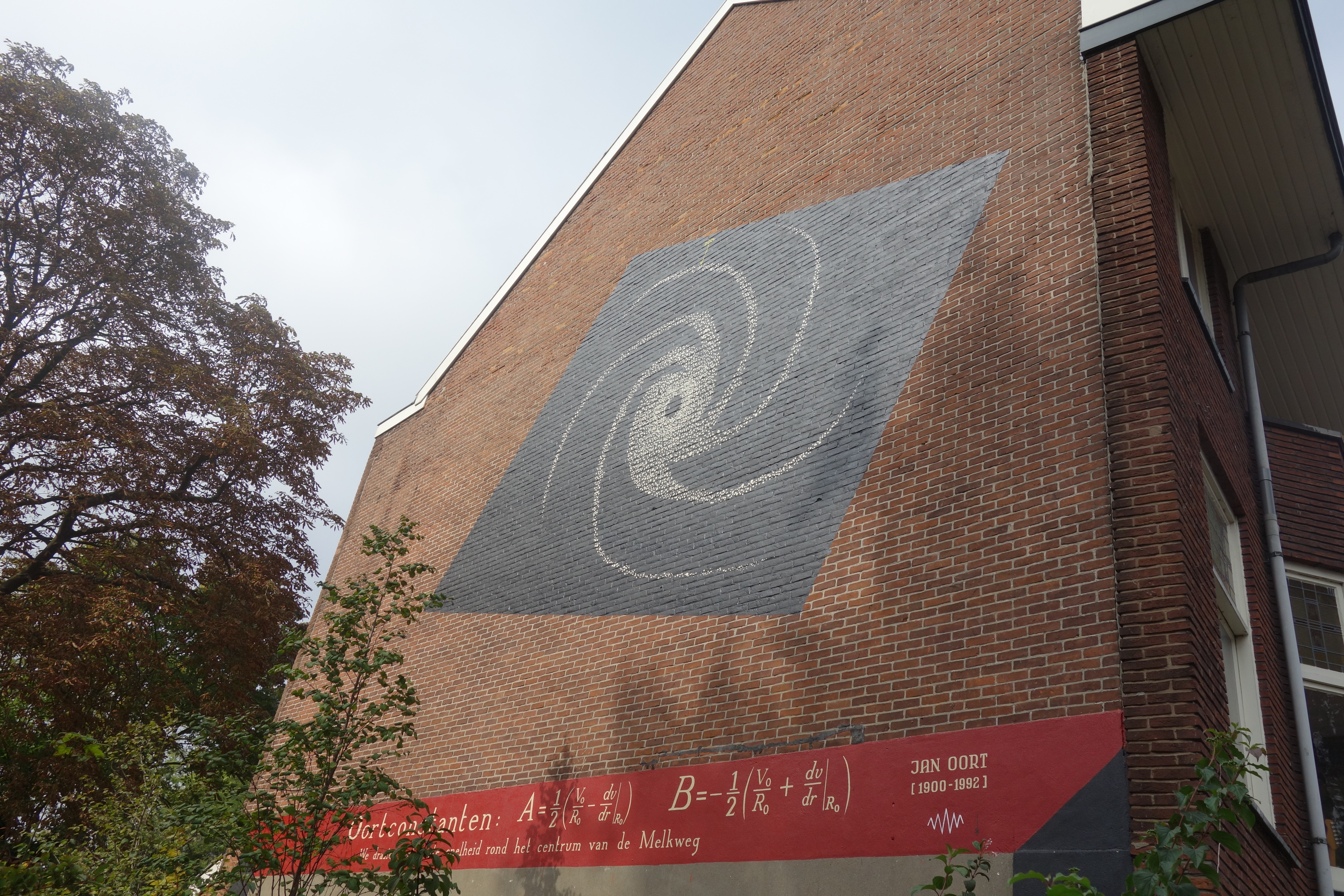
De oortconstanten op een muur in Leiden.

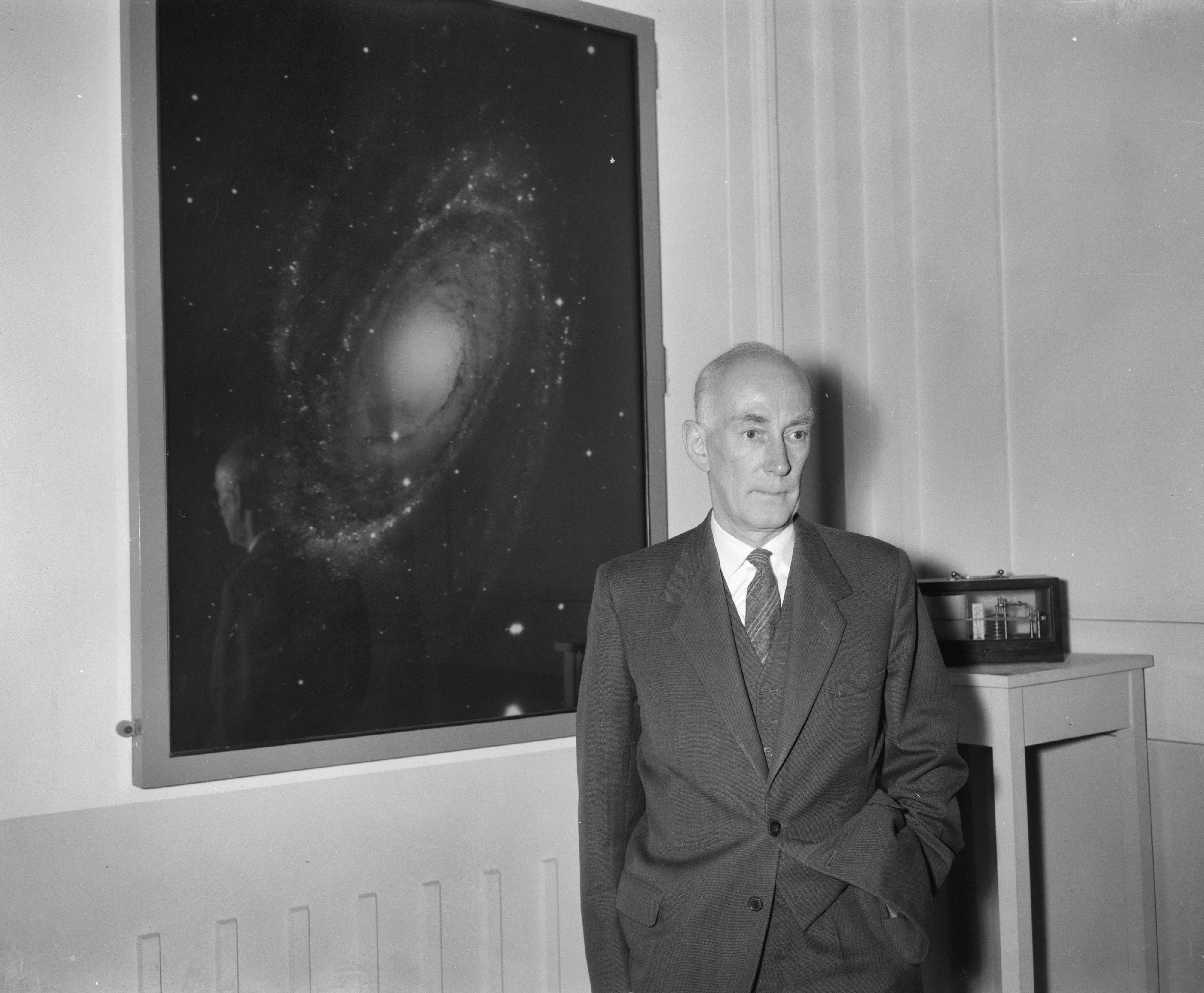
Jan Hendrik Oort voor een foto van het spiraalstelsel M81 in het sterrebeeld Grote Beer in de Sterrewacht Leiden, met hygrometer, 1961.

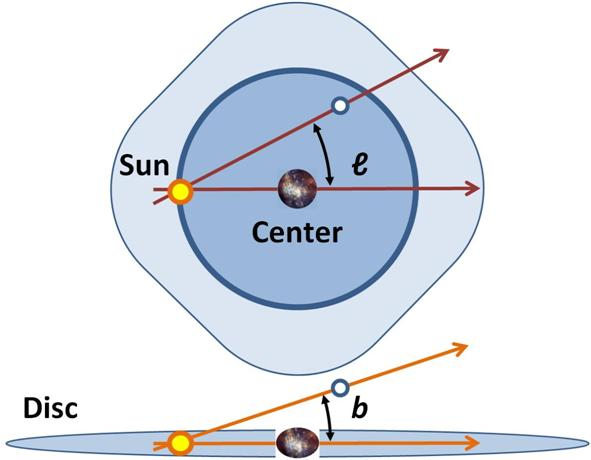
Galactische coördinaten van een ster als hoeken in het vlak van de platte Melkweg (galactische lengte) en daarbuiten haaks op de schijf van de Melkweg (galactische breedte). Van boven en van opzij gezien. Disc: schijf, Center: Melkwegcentrum, Sun: Zon.

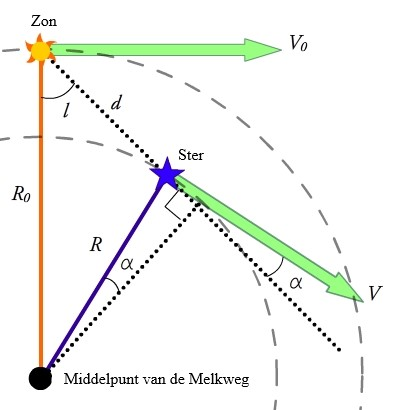
De snelheden en afstanden van onze Zon en een ster in de Melkweg.

De oortconstanten zijn kengetallen om de draaiing van de Melkweg te beschrijven, waarbij de draaisnelheid van sterren om het centrum van de Melkweg afhangt van hun afstand tot dat centrum. Anders dan in een vaste schijf neemt de draaisnelheid naar buiten toe af, zodat de armen van een spiraalstelsel zwieren, een vorm van differentiële rotatie. De oortconstanten zijn het eerst afgeleid door de Nederlandse sterrenkundige Jan Hendrik Oort in twee wetenschappelijke artikelen in 1927 en 1928, waarmee hij de theorie van Bertil Lindblad bevestigde, dat de Melkweg niet stilstond maar met zo'n differentiële rotatie bewoog. Oorts vondst sloot aan bij zijn eerdere onderzoek naar de zogenaamde hogesnelheidssterren, die door deze rotatie verklaard werden omdat ze niet meeroteren.

## Definitie
Het gaat om twee getallen {\displaystyle A} en {\displaystyle B}

{\displaystyle {\begin{aligned}&A={\frac {1}{2}}\left({\frac {V_{0}}{R_{0}}}-{\frac {dv}{dr}}{\Bigg \vert }_{R_{0}}\right)\\&B=-{\frac {1}{2}}\left({\frac {V_{0}}{R_{0}}}+{\frac {dv}{dr}}{\Bigg \vert }_{R_{0}}\right)\\\end{aligned}}}
met {\displaystyle V_{0}} en {\displaystyle R_{0}} respectievelijk de snelheid en de afstand tot het Melkwegcentrum, van een bewegende ster, gemeten op de plaats van Zon. {\displaystyle v} en {\displaystyle r} zijn de snelheid en afstand voor sterren in het algemeen in de buurt van de Zon in de Melkweg. {\displaystyle v} is een functie {\displaystyle v(r)} van de afstand {\displaystyle r}. De oortconstanten {\displaystyle A} en {\displaystyle B} blijken alleen af te hangen van de gemiddelde bewegingen en posities van sterren in de buurt van de Zon. In 2018 waren de beste waarden {\displaystyle A} = 15,3 ± 0,4 km s−1 kpc−1 (kpc = kiloparsec, 1000 parsec) en {\displaystyle B} = −11,9 ± 0,4 km s−1 kpc−1. Met deze oortconstanten kan de snelheid en de omlooptijd van de Zon worden bepaald, en verder de massa van het Melkwegstelsel en het verband tussen omloopsnelheid en afstand tot het Melkwegcentrum. Met de oortconstante B kan de frequentie worden uitgerekend van de kleinere ellipsbeweging (op een epicykel) die een ster uitvoert rond een evenwichtspositie terwijl hij om het Melkwegcentrum draait.

### Avoor de radiële snelheid
Oort voerde de constante {\displaystyle A} in om de grootte van de beweging die afhangt van de afstand van de zon uit te drukken: hoe verder van de zon af, des te groter het effect. Voor sterren op een afstand van 1 kiloparsec van de zon is de maximale radiële snelheid gelijk aan {\displaystyle A}. De waarde was toen ongeveer 10 kilometer per seconde per kiloparsec. Dus sterren op een afstand van 1 kiloparsec hebben een maximale radiële snelheid door differentiële rotatie van 10 km/s. De beste waarde is nu 13 kilometer per seconde per kiloparsec, schrijft Van der Kruit in 2020.

### Bvoor de tangentiële snelheid
De tangentiële snelheid van sterren kan worden gevonden via de eigenbeweging. Uit de waarnemingen vond Oort een gemiddelde waarde voor de tangentiële snelheid per kiloparsec, die hij {\displaystyle B} noemde en een negatieve waarde heeft, −13 kilometer per sekonde per kiloparsec, schrijft Van der Kruit in 2020, toevallig weer 13.

## Afleiding
We gaan uit van een ster in het vlak van de Melkwegschijf met een Galactische lengte {\displaystyle l} (in graden) op een afstand {\displaystyle d} van de Zon (zie de figuur). De afleiding waarin twee heen en weer gaande bewegingen een rol spelen, lijkt op die van de dubbele slinger met sinus en cosinus. Zowel die ster als de Zon beschrijven in goede benadering cirkelvormige banen om het Melkwegcentrum met stralen {\displaystyle R} en {\displaystyle R_{0}} respectievelijk en snelheden {\displaystyle V} en {\displaystyle V_{0}}. De snelheid van de ster langs onze gezichtslijn, de radiële snelheid {\displaystyle V_{\text{obs, r}}}, en de snelheid van de ster in het vlak van de hemel, de transversale snelheid {\displaystyle V_{\text{obs, t}}} (haaks op de radiële snelheid), zoals die wordt waargenomen vanaf de plaats van de Zon worden:
{\displaystyle {\begin{aligned}&V_{\text{obs, r}}=V_{\text{star, r}}-V_{\text{sun, r}}=V\cos \left(\alpha \right)-V_{0}\sin \left(l\right)\\&V_{\text{obs, t}}=V_{\text{star, t}}-V_{\text{sun, t}}=V\sin \left(\alpha \right)-V_{0}\cos \left(l\right)\\\end{aligned}}}
Voor een cirkelbeweging is de snelheid verbonden met de hoeksnelheid volgens {\displaystyle v=\Omega r}. Dit kunnen we invullen in de formules:
{\displaystyle {\begin{aligned}&V_{\text{obs, r}}=\Omega R\cos \left(\alpha \right)-\Omega _{0}R_{0}\sin \left(l\right)\\&V_{\text{obs, t}}=\Omega R\sin \left(\alpha \right)-\Omega _{0}R_{0}\cos \left(l\right)\\\end{aligned}}}
In de figuur zien we dat de driehoeken met Melkwegcentrum, zon en de ster zijden of delen daarvan gemeen hebben, zodat:
{\displaystyle {\begin{aligned}&R\cos \left(\alpha \right)=R_{0}\sin \left(l\right)\\&R\sin \left(\alpha \right)=R_{0}\cos \left(l\right)-d\\\end{aligned}}}
en
{\displaystyle {\begin{aligned}&V_{\text{obs, r}}=\left(\Omega -\Omega _{0}\right)R_{0}\sin \left(l\right)\\&V_{\text{obs, t}}=\left(\Omega -\Omega _{0}\right)R_{0}\cos \left(l\right)-\Omega d\\\end{aligned}}}
Om alles uit te drukken in de bekende grootheden {\displaystyle l} en {\displaystyle d} maken we een Taylorontwikkeling van {\displaystyle \Omega -\Omega _{0}} rond {\displaystyle R_{0}}.
{\displaystyle \left(\Omega -\Omega _{0}\right)=\left(R-R_{0}\right){\frac {d\Omega }{dr}}{\Bigg \vert }_{R_{0}}+...}
Verder nemen we aan dat de sterren hier dichtbij zijn, dat wil zeggen dat {\displaystyle R-R_{0}} klein is en de afstand {\displaystyle d} tot de ster kleiner is dan {\displaystyle R} of {\displaystyle R_{0}} en we schrijven:
{\displaystyle R-R_{0}=-d\cdot \cos \left(l\right)}.
zodat
{\displaystyle {\begin{aligned}&V_{\text{obs, r}}=-R_{0}{\frac {d\Omega }{dr}}{\Bigg \vert }_{R_{0}}d\cdot \cos \left(l\right)\sin \left(l\right)\\&V_{\text{obs, t}}=-R_{0}{\frac {d\Omega }{dr}}{\Bigg \vert }_{R_{0}}d\cdot \cos ^{2}\left(l\right)-\Omega d\\\end{aligned}}}
Met de sinus- en cosinusformules voor dubbele hoeken herschrijven we de snelheden tot
{\displaystyle {\begin{aligned}&V_{\text{obs, r}}=-R_{0}{\frac {d\Omega }{dr}}{\Bigg \vert }_{R_{0}}d{\frac {\sin \left(2l\right)}{2}}\\&V_{\text{obs, t}}=-R_{0}{\frac {d\Omega }{dr}}{\Bigg \vert }_{R_{0}}d{\frac {\left(\cos \left(2l\right)+1\right)}{2}}-\Omega d=-R_{0}{\frac {d\Omega }{dr}}{\Bigg \vert }_{R_{0}}d{\frac {\cos \left(2l\right)}{2}}+\left(-{\frac {1}{2}}R_{0}{\frac {d\Omega }{dr}}{\Bigg \vert }_{R_{0}}-\Omega \right)d\\\end{aligned}}}
De snelheden kunnen nu worden uitgedrukt in {\displaystyle l} en {\displaystyle d} en twee constanten {\displaystyle A} en {\displaystyle B}:
{\displaystyle {\begin{aligned}&V_{\text{obs, r}}=Ad\sin \left(2l\right)\\&V_{\text{obs, t}}=Ad\cos \left(2l\right)+Bd\\\end{aligned}}}
met
{\displaystyle {\begin{aligned}&A=-{\frac {1}{2}}R_{0}{\frac {d\Omega }{dr}}{\Bigg \vert }_{R_{0}}\\&B=-{\frac {1}{2}}R_{0}{\frac {d\Omega }{dr}}{\Bigg \vert }_{R_{0}}-\Omega \\\end{aligned}}}
Nu zijn de radiële en transversale snelheden een functie van A, B en van de positie van de ster. We kunnen A en B uitdrukken in de draaiing van de Melkweg. Voor een ster in een cirkelbaan kan afgeleide van de hoeksnelheid naar de straal worden uitgerekend met de draaisnelheid en de straal ter plaatse van de zon:
{\displaystyle {\begin{aligned}&\Omega ={\frac {v}{r}}\\&{\frac {d\Omega }{dr}}{\Bigg \vert }_{R_{0}}={\frac {d(v/r)}{dr}}{\Bigg \vert }_{R_{0}}=-{\frac {V_{0}}{R_{0}^{2}}}+{\frac {1}{R_{0}}}{\frac {dv}{dr}}{\Bigg \vert }_{R_{0}}\\\end{aligned}}}
dus
{\displaystyle {\begin{aligned}&A={\frac {1}{2}}\left({\frac {V_{0}}{R_{0}}}-{\frac {dv}{dr}}{\Bigg \vert }_{R_{0}}\right)\\&B=-{\frac {1}{2}}\left({\frac {V_{0}}{R_{0}}}+{\frac {dv}{dr}}{\Bigg \vert }_{R_{0}}\right)\\\end{aligned}}}
{\displaystyle A} is de oortconstante voor de schuine (scherende) beweging en {\displaystyle B} de oortconstante die de draaiing van de Melkweg beschrijft. Uit de grafiek van deze snelheden voor veel sterren tegen hun galactische lengtes zijn {\displaystyle A} en {\displaystyle B} af te leiden.

## Metingen

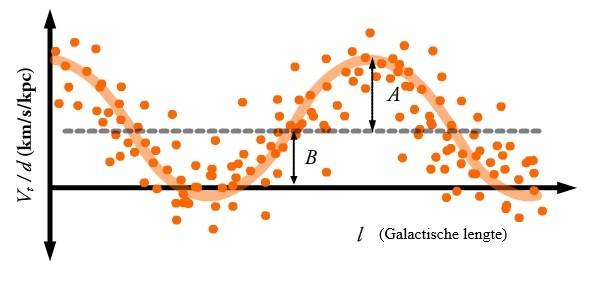
Figuur 2: De oortconstanten A en B kunnen bepaald worden door meetgegevens voor veel sterren aan te passen aan de functie.

Met de hierboven gevonden formules voor de radiële en transversale snelheden
{\displaystyle {\begin{aligned}&V_{\text{obs, r}}=A\,d\,\sin \left(2l\right)\\&V_{\text{obs, t}}=A\,d\,\cos \left(2l\right)+B\,d\\\end{aligned}}}
kunnen we de oortconstanten {\displaystyle A} en {\displaystyle B} schrijven als
{\displaystyle {\begin{aligned}&A={\frac {V_{\text{obs, r}}}{d\,\sin \left(2l\right)}}\\&B={\frac {V_{\text{obs, t}}}{d}}-A\,\cos \left(2l\right)\\\end{aligned}}}
uitgedrukt in de radiële en transversale snelheden, de afstanden en de galactische lengtes van hemellichamen in de Melkweg. Dit zijn waarneembare grootheden.

## Toepassingen

### Epicykelfrequentie
Sterren bewegen behalve rond het Melkwegcentrum ook in een kleinere cirkel (epicykel) doordat hun afstand tot dat centrum harmonisch varieert. Voor de hoeksnelheid rond het Melkwegcentrum volgt
{\displaystyle \Omega =A-B}

en voor de epicykelfrequentie κ
{\displaystyle \kappa ^{2}=-4B(A-B)}.

### IJken van de rotatiekromme
Als we {\displaystyle V_{0}} weten kunnen we een rotatiekromme ijken die gevonden wordt met de beweging van gaswolken.
Er geldt
{\displaystyle V_{0}=R_{0}(A-B)\,\!}
R0 kan bepaald worden uit de bewegingen van sterren bij het Melkwegcentrum Sagittarius A*. Met de oortconstanten {\displaystyle A} en {\displaystyle B} vinden we V0.

### Massadichtheid
De dichtheid van de massa in de Melkweg op een afstand R van het centrum {\displaystyle \rho _{R}} kan berekend worden met (vergelijking 10.77 p. 691)
{\displaystyle \rho _{R}={\frac {B^{2}-A^{2}}{2\pi G}}}
met {\displaystyle G} de gravitatieconstante.
Hiermee kunnen modellen voor de massaverdeling in de Melkweg vergeleken worden.